# Anisodes meniscata
Anisodes meniscata là một loài bướm đêm trong họ Geometridae.